# Oberappellationsgericht Rostock

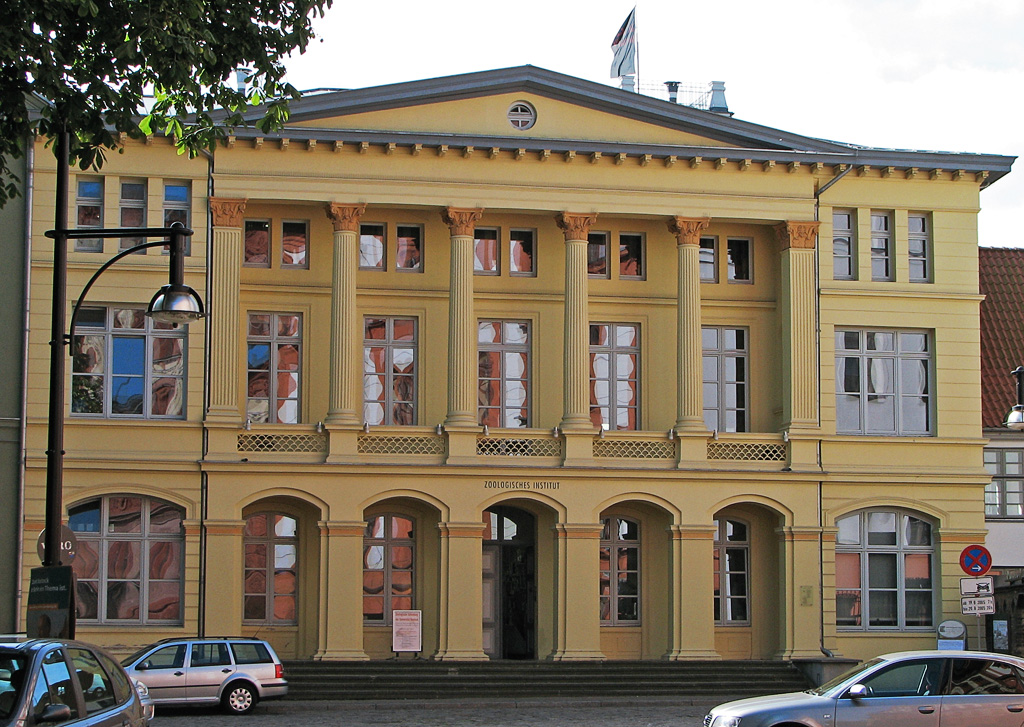
Ehemals Großherzoglich Mecklenburgisches Oberappellationsgericht zu Rostock (2005)

Das Oberappellationsgericht Rostock (bis 1840: Oberappellationsgericht Parchim) war von 1818 bis 1879 das gemeinsame Oberappellationsgericht von Mecklenburg-Schwerin und Mecklenburg-Strelitz.

## Geschichte
Bis 1818 bestand das Mecklenburgische Land- und Hofgericht als oberstes Gericht der beiden Teilherzogtümer. Artikel 12 der Deutschen Bundesakte von 1815 regelte, dass die Mitgliedsländer eigene Oberappellationsgerichte als oberste Gerichte bilden mussten. Kleinere Staaten konnten gemeinsame Oberappellationsgerichte bilden. Gemäß diesen Regelungen einigten sich Mecklenburg-Schwerin und Mecklenburg-Strelitz auf die Bildung eines gemeinsamen Oberappellationsgerichtes mit Sitz in Parchim. Erster Gerichtspräsident wurde Friedrich von Oertzen. Dieser setzte 1840 die Verlegung der Gerichtes nach Rostock durch und wurde dafür am 29. März 1841 durch die Stadt Rostock als Ehrenbürger ausgezeichnet. Er blieb bis 1848 im Amt.
Nachgeordnet war die Gerichte in den beiden Mitgliedsländern. Dies waren als Instanzengerichte die Justizkanzleien Schwerin, Güstrow, Rostock und Strelitz, das Obergericht Rostock und das Criminal-Collegium Bützow. Als Eingangsgerichte dienten herzogliche Stadtgerichte, herzogliche Amtsgerichte, Magistrate der Städte, Patrimonialgerichte und andere. Siehe hierzu Liste der Gerichte in Mecklenburg-Strelitz.
Mit der Verordnung zur Ausführung des Gerichtsverfassungsgesetzes vom 27. Januar 1877 vom 31. Mai 1879 wurden die Änderungen der Reichsjustizgesetze umgesetzt. Die bisherigen Gerichte, darunter das Oberappellationsgericht Rostock, wurden aufgehoben und es wurden 43 Amtsgerichte, drei Landgerichte und ein Oberlandesgericht, das Oberlandesgericht Rostock geschaffen.

## Gerichtsgebäude
Das Gerichtsgebäude wurde 1842–1845 nach Plänen von Georg Adolph Demmler erbaut. Der repräsentative Bau am heutigen Universitätsplatz steht als Kulturdenkmal unter Denkmalschutz und wird seit 1880 für die Zoologie der Universität Rostock genutzt.

## Richter

### Präsidenten
- Friedrich von Oertzen (1818–1848)
- Maximilian von Liebeherr (ab 1858)
- Carl Trotsche (ab 1872)

### Räte
- Friedrich Ackermann (ab 1837)
- Hermann von Buchka (1853–1866)
- Johann Friedrich Budde (1853–1879)
- Albrecht Erxleben (ab 1854)
- Hellmuth Friedrich von Hobe (1818–1837)
- Johann Friedrich Kierulff (1843–1853)
- Vincent Heinrich Mann (1864–1879)
- August Moeller (ab 1866)
- Wilhelm von Schröter (1836–1850)
- Fedor Spangenberg (1879)